# Bão Roanu (2016)
Bão Roanu là một xoáy thuận nhiệt đới tương đối yếu đã gây ngập lụt nghiêm trọng ở Sri Lanka và Bangladesh trong tháng 5 năm 2016.
Đây là cơn bão nhiệt đới đầu tiên trong mùa bão hàng năm. Roanu có nguồn gốc từ một vùng áp thấp hình thành phía Nam của Sri Lanka. Nó dần dần di chuyển về phía bắc và tăng cường thành một cơn bão xoáy vào ngày 19 tháng 5. Tuy nhiên, sự chuyển dịch gió và tương tác đất gây ra làm nó suy yếu một chút, trước khi tái tăng cường khi nó tăng tốc về phía bờ biển của Bangladesh.
Cho đến nay, Roanu chịu đã gây ra ít nhất 92 người chết ở Sri Lanka và một 26 trường hợp tử vong ở Bangladesh. Roanu cũng mang lại lượng mưa lớn ở các bang Ấn Độ Tamil Nadu, Andhra Pradesh và Orissa khi nó di chuyển theo một hướng chung đông bắc, gần bờ biển.